# Посадниковско језеро
Посадниковско језеро (рус. Посадниковское) слатководно је ледничко језеро у централном делу Псковске области, на западу европског дела Руске Федерације. Налази се у централном делу Новоржевског рејона, на подручју алувијалне Соротске низије. Преко своје једине отоке, реке Шершње (притоке Сорота), језеро је повезано са сливом Великајеа, односно са басеном реке Нарве и Финским заливом Балтичког мора.
Акваторија језера обухвата површину од око 3,8 км² (376,3 хектара). Просечна дубина језера је око 3,8 метара, максимална до 5,5 метара.
Језеро је богато рибом, а нарочито су бројни шарани, штуке и пастрмке.
На обали језера налазе се села Посадниково (по којем је језеро и добило име), Тараскино, Взгљади и Плушкино.